# ماريوس جوليرود
ماريوس جوليرود (بالنرويجية البوكمول: Marius Gullerud)‏ هو لاعب كرة قدم نرويجي في مركز الوسط، ولد في 20 فبراير 1977 في لورينسكوغ في النرويج. شارك مع منتخب النرويج تحت 20 سنة لكرة القدم ومنتخب النرويج تحت 21 سنة لكرة القدم. أما مع النوادي، فقد لعب مع Kongsvinger IL ‏.

## وصلات خارجية
- ماريوس جوليرود على موقع اتحاد النرويج (النرويجية)
- ماريوس جوليرود على موقع قاعدة بيانات كرة القدم.إي يو (الإنجليزية)
- ماريوس جوليرود على موقع عالم كرة القدم.نت (الإنجليزية)